# Física nuclear de alta energía
| Física nuclear • Núcleo • Nucleones (p, n) • Materia nuclear • Fuerza nuclear • Estructura nuclear • Procesos nucleares |

La física nuclear de alta energía estudia el comportamiento de la materia nuclear en regímenes energéticos típicos de la física de partículas. El objetivo principal de este campo es el estudio de las colisiones de iones pesados, en contraste con los átomos más ligeros con los que se trabaja en otros aceleradores de partículas. Con suficientes energías de colisión, se piensa que este tipo de colisiones pueden producir plasma de quarks-gluones. En colisiones nucleares periféricas a altas energías se espera obtener información sobre la producción electromagnética de leptones y mesones que no son accesibles en los colisionadores electrón-positrón debido a sus luminosidades mucho más pequeñas.

## Tecnologías empleadas
Experimentos anteriores con aceleradores nucleares de alta energía han estudiado colisiones de iones pesados utilizando proyectiles con energías de 1 GeV/nucleón en el JINR y en el LBNL-Bevalac, y de hasta 158 GeV/nucleón en el CERN-SPS. Los experimentos de este tipo, llamados experimentos de "objetivo fijo", aceleran principalmente un grupo de iones (normalmente alrededor de 106 a 108 por grupo) a velocidades cercanas a la de la velocidad de la luz (0,999c) y se hacen colisionar contra un objetivo de iones pesados similares. Si bien todos los sistemas de colisión han sido objeto de interés, a finales de la década de 1990 se prestó gran atención a los sistemas de colisión simétrica de haces de oro sobre objetivos de oro en el Sincrotrón de Gradiente Alterno (AGS) del Laboratorio Nacional de Brookhaven; y a los haces de uranio sobre objetivos de uranio en el Super Proton Synchrotron de la Organización Europea para la Investigación Nuclear .
Los experimentos de física nuclear de alta energía continúan en el Acelerador relativista de iones pesados (RHIC) del Laboratorio Nacional de Brookhaven y en el Gran colisionador de hadrones de la Organización Europea para la Investigación Nuclear. En el RHIC, el programa comenzó con cuatro experimentos (PHENIX, STAR, PHOBOS y BRAHMS), todos dedicados a estudiar colisiones de núcleos altamente relativistas. A diferencia de los experimentos con objetivos fijos, los experimentos con colisionadores dirigen dos haces de iones acelerados entre sí (en seis regiones de interacción en el caso del RHIC, donde los iones se pueden acelerar dependiendo del tamaño del ion desde 100 GeV/nucleón hasta 250 GeV/nucleón). Dado que cada ion en colisión posee esta energía que orientada en sentidos opuestos, las colisiones pueden alcanzar una energía de colisión máxima de 200 GeV/nucleón para el oro y de 500 GeV/nucleón para los protones.
El detector ALICE (A Large Ion Collider Experiment) del LHC del CERN está especializado en estudiar las colisiones de núcleos de Pb-Pb con una energía en el centro de masas de 2,76 TeV por par de nucleones. Todos los principales detectores del LHC (ALICE, ATLAS, CMS y LHCb) participan en el programa de iones pesados.

## Historia
La exploración de la materia hadrónica caliente y de la producción multipartícula tiene una larga historia iniciada por el trabajo teórico realizado por Enrico Fermi en los EE. UU. y Lev Landáu en la URSS. Estos trabajos pioneros allanaron el camino para el desarrollo a principios de la década de 1960 de la descripción térmica de la producción de multipartículas y el modelo de arranque estadístico ideado por Rolf Hagedorn, que llevaron a la búsqueda y descubrimiento del plasma de quarks-gluones. El comienzo del desconfinamiento de esta nueva forma de materia permanece bajo investigación activa.

### Primeras colisiones
Las primeras colisiones de iones pesados en condiciones hasta cierto punto relativistas se llevaron a cabo en el Laboratorio Nacional Lawrence Berkeley (LBNL, anteriormente LBL) en Berkeley, California, EE. UU., y en el Instituto Central de Investigaciones Nucleares (JINR) en Dubná, Óblast de Moscú, URSS. En el LBL se construyó una línea para transportar iones pesados desde el acelerador de iones pesados HILAC al Bevatrón. La escala de energía al nivel de 1 a 2 GeV por nucleón alcanzada inicialmente produce materia nuclear comprimida con una densidad nuclear pocas veces mayor a la normal. La demostración de la posibilidad de estudiar las propiedades de la materia nuclear comprimida y excitada motivó programas de investigación a energías mucho más altas en los aceleradores disponibles en el BNL y en la Organización Europea para la Investigación Nuclear con haces relativistas dirigidos a objetivos fijos de laboratorio. Los primeros experimentos con colisionadores comenzaron en 1999 en el RHIC, y el LHC comenzó a hacer colisionar iones pesados con un orden de magnitud de energía mayor en 2010.

## Operación del CERN
El Gran colisionador de hadrones de la Organización Europea para la Investigación Nuclear opera un mes al año en modo de colisión nuclear, con núcleos de plomo colisionando a 2,76 TeV por par de nucleones, aproximadamente 1500 veces la energía equivalente de la masa en reposo. En total, 1250 quarks de valencia chocan, generando una sopa caliente de quarks y gluones. Los núcleos atómicos pesados despojados de su nube de electrones se denominan iones pesados, y se habla de iones pesados (ultra)relativistas cuando su energía cinética supera significativamente al energía en reposo, como es el caso en el LHC. El resultado de tales colisiones es la producción de muchísimas partículas que interactúan fuertemente.
En agosto de 2012, los científicos del detector ALICE anunciaron que sus experimentos produjeron plasma de quarks-gluones con una temperatura de alrededor de 5,5 billones de kelvin, la temperatura más alta alcanzada en cualquier experimento físico hasta el momento. Esta temperatura es aproximadamente un 38% más alta que el récord anterior de aproximadamente 4 billones de kelvins, lograda en los experimentos de 2010 en el Laboratorio Nacional de Brookhaven. Los resultados del ALICE se anunciaron en la conferencia Quark Matter 2012 del 13 de agosto en Washington D. C.. El plasma de quarks y gluones producido por estos experimentos se aproxima a las condiciones en el universo que existían microsegundos después del Big Bang, antes de que la materia se fusionara en átomos.

## Objetivos
Los objetivos científicos del programa de investigación internacional son los siguientes:
- La formación e investigación de un nuevo estado de la materia formado por quarks y gluones, el plasma de quarks-gluones QGP, que prevaleció en los primeros 30 microsegundos del universo temprano.
- El estudio del confinamiento del color y de la transformación del estado de vacío confinante de color = quark confinante al estado excitado que los físicos llaman vacío perturbativo, en el que los quarks y gluones pueden vagar libremente, lo que ocurre a la temperatura de Hagedorn.
- El estudio de los orígenes de la masa de la materia hadrónica (protones y neutrones entre otras) se cree que está relacionado con el fenómeno del confinamiento de los quarks y la estructura del vacío.

## Programa experimental
Este programa experimental sigue a una década de investigación en el colisionador Acelerador relativista de iones pesados del BNL y casi dos décadas de estudios utilizando objetivos fijos en el SPS del CERN y en el AGS del BNL. Este programa experimental ya ha confirmado que se pueden alcanzar las condiciones extremas de la materia necesarias para alcanzar la fase QGP, cuyo rango de temperatura típico ya se ha alcanzado.
{\displaystyle T=300~{\text{MeV}}/k_{\text{B}}=3.3\times 10^{12}~{\text{K}}}
Esta temperatura es más de 100 000 veces mayor que la existente en el centro del Sol, y corresponde a una densidad de energía de:
{\displaystyle \epsilon =10~{\text{GeV/fm}}^{3}=1.8\times 10^{16}~{\text{g/cm}}^{3}}.
La presión relativista de la materia correspondiente es:
{\displaystyle P\simeq {\frac {1}{3}}\epsilon =0.52\times 10^{31}~{\text{bar}}.}